# Catedral de Nuestra Señora Reina (Iași)
La Catedral de Nuestra Señora Reina de Iași también llamada Catedral de Santa María Reina (en rumano: Catedrala Sfânta Fecioară Maria Regină din Iaşi) Es la iglesia catedral de la diócesis de Iași de la Iglesia católica. Se encuentra ubicada en la ciudad de Iași, al norte del país europeo de Rumania.
La nueva catedral fue construida debido a la insuficiente capacidad de la antigua catedral de Santa María de la Asunción. Hasta 1989, este objetivo no pudo alcanzarse debido a la oposición del régimen comunista. El 15 de agosto de 1990 fue colocada la primera piedra del nuevo santuario por el obispo Peter Gherghel, pero la prefectura de Iasi ordenó al cabo de unos meses la suspensión del trabajo argumentando que la iglesia estaba demasiado cerca de la Via Mare Stefan, lo que afecta la visibilidad de los edificios existentes en misma zona. La diócesis entonces buscó una nueva ubicación para la catedral. El nuevo proyecto fue diseñado por el arquitecto George Heres.[cita requerida]
En agosto de 1992 comenzó el trabajo y en octubre de 1993 el sótano del edificio ya estaba apto para el uso para el culto. La primera misa en el sótano se celebró el día de Navidad en 1993. La catedral fue terminada en junio de 1998. En los años siguientes se han producido trabajos para reforzar el techo y terminar la decoración exterior e interior. El 10 de noviembre de 2005 se celebró la solemne dedicación del altar y la consagración de la catedral de "Nuestra Señora", con una misa concelebrada por 23 obispos y con la presencia de más de 200 sacerdotes de la diócesis y más de 3.500 fieles.

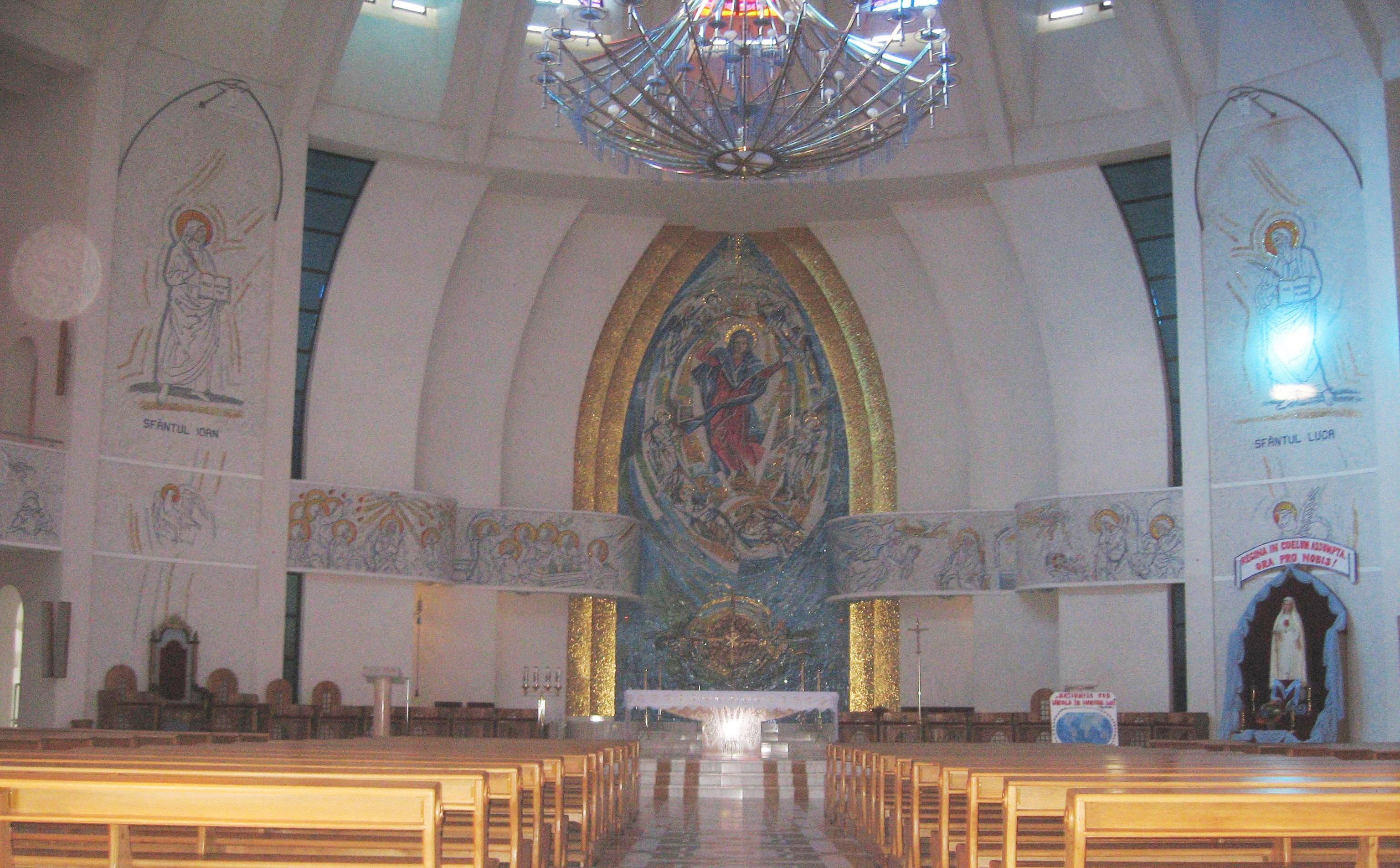
Vista interna.